# Das Haus der tausend Freuden (1927)
Das Haus der tausend Freuden (Originaltitel Call of the Cuckoo) ist eine US-amerikanische Stummfilmkomödie, die Clyde Bruckman nach dem Drehbuch von Leo McCarey und Hal Roach 1927 für die Metro-Goldwyn-Mayer (MGM) realisierte. Darin sind nicht nur Stan Laurel und Oliver Hardy zu sehen, noch bevor sie das bekannte Komikerpaar Stan & Ollie wurden, sondern auch altgediente Hal-Roach-Darsteller wie Charley Chase, James Finlayson und Charlie Hall. Die Hauptrolle spielt der in Berlin geborene jüdische Komiker Max Davidson als Hausherr und Familienvorstand.

## Handlung
Ein frischgebackener Hausbesitzer muss zu seinem Schrecken feststellen, dass sein Eigenheim zufällig neben einer Irrenanstalt zu stehen gekommen ist.
„Max (Max Davidson) möchte sein Haus verkaufen wegen seiner meschuggenen Nachbarn. Auch jemand anders möchte sein Haus los werden, weswegen sie beide die Häuser tauschen. Das neue Haus aber, in nur zwei Tagen aus Fertigteilen zusammengebaut, stellt sich als ein Durcheinander in Sachen Installation heraus. Die Lampen sind nicht mit den richtigen Schaltern verbunden, Gas und Wasseranschlüsse sind vertauscht und der Fußboden hat Schlagseite. Während der Einweihungs-Party kommt es zum Streit zwischen zwei Verwandten, die wenig Achtung vor dem Eigentum anderer haben. Doch das ist noch nicht der härteste Schlag für Max an diesem Abend“ (Stephan Eichenberg).

## Hintergrund
Der Film war eine Produktion der Hal Roach Studios für MGM. An der Kamera stand Floyd Jackman, den Schnitt besorgte Richard Currier. H.M.Walker verfasste die Zwischentitel. Die Produktionsleitung hatte Hal Roach. Der Film erlebte am 15. Oktober 1927 seine amerikanische Premiere. Er wurde auch in Deutschland, Italien (als Una famiglia di matti) und Argentinien (als La llamada del Cucú) aufgeführt.
Der Film wurde wenige Tage, nachdem Stan Laurel und Oliver Hardy The Second 100 Years (deutscher Titel: Kavaliere für 24 Stunden) fertiggestellt hatten, gedreht, in dem sie zwei kahlgeschorene Sträflinge dargestellt hatten. Das erklärt ihre etwas kurz ausgefallenen Frisuren in diesem Film.
Der Originaltitel erklärt sich aus der Bedeutung des cuckoo im amerikanischen Englisch, wo er der “Vogel” derer ist, die „einen Vogel haben“ (vgl. to go cuckoo = verrückt werden); auch heißt die später von Marvin Hatley geschriebene Erkennungsmelodie für Laurel und Hardy “The Dance of the Cuckoos”.

## Rezeption
„In diesen umwerfend komischen Filmperlen lebt noch heute der unbeschwerte Humor, mit dem das Kino in seinen Anfangstagen als Jahrmarktsattraktion bekannt wurde.“ (Florian Vollmers, Leiter des FilmFest Osnabrück)
Der Kulturkanal Arte strahlte Call of the Cuckoo unter seinem deutschen Titel “Das Haus der tausend Freuden” am Montag, den 16. Juni 2014 um 00:00 Uhr aus.
Stefan Drößler vom Filmmuseum München publizierte Call of the Cuckoo als track 1 auf der zweiten DVD seiner Doppel-DVD-Ausgabe mit Filmen von Max Davidson [= Edition Filmmuseum #58] im März 2011.